# 胖蚶叶蛤
胖蚶叶蛤（学名：Arcopagunula inflata），是帘蛤目樱蛤科蚶叶蛤属的一种。主要分布于中国大陆，常栖息在潮下带水深8－60米。